# George Cholmondeley (2e comte de Cholmondeley)
Pour les articles homonymes, voir George Cholmondeley.
George Cholmondeley, 2e comte de Cholmondeley (1666 - 7 mai 1733) est un officier anglais.

## Biographie
Il est le deuxième fils de Robert Cholmondeley (1er vicomte Cholmondeley), et Elizabeth Cradock. Il est le frère cadet d'Hugh Cholmondeley (1er comte de Cholmondeley). Il fait ses études à la Westminster School et au Christ Church, Oxford. Il soutient la revendication de William d'Orange et de Mary au trône anglais et après leur accession, il est nommé valet de la chambre du roi.
En 1690, il commande les Horse Grenadier Guards lors de la bataille de la Boyne et deux ans plus tard, il participe à la Bataille de Steinkerque. De 1690 à 1695, il représente Newton à la Chambre des communes. Cholmondeley est promu Général de brigade en 1697, major général en 1702, lieutenant général en 1704 et général en 1727.
Il est admis au Conseil privé en 1706 et en 1715, il est élevé à la pairie d'Irlande sous le nom de baron Newborough, de Newborough, dans le comté de Wexford. Un an plus tard, il est créé baron Newburgh, de Newburgh dans le comté d'Anglesey, dans la Pairie de Grande-Bretagne. En 1725, il succède à son frère aîné comme second comte de Cholmondeley. Il lui succède également en tant que Lord-lieutenant de Cheshire, d'Anglesey, de Caernarvonshire, de Denbighshire, de Flintshire, de Merionetshire et de Montgomeryshire, postes qu'il occupe jusqu'à sa mort.
Lord Cholmondeley épouse Anna Elizabeth van Ruytenburgh (vers 1672 - Londres, le 16 janvier 1722), fille d'Aelbert Heer van Ruytenburgh (1630-1688) et de Wilhelmina Anna van Nassau (1638-1688), vers 1701. Ils ont trois fils et trois filles. Il meurt en mai 1733 et son fils aîné George lui succède.